# Neon (geslacht)
Neon is een geslacht van spinnen uit de familie springspinnen (Salticidae).

## Soorten
De volgende soorten zijn bij het geslacht ingedeeld:
- Neon acoreensis Wunderlich, 2008
- Neon avalonus Gertsch & Ivie, 1955
- Neon caboverdensis Schmidt & Krause, 1998
- Neon convolutus Denis, 1937
- Neon ellamae Gertsch & Ivie, 1955
- Neon kiyotoi Ikeda, 1995
- Neon kovblyuki Logunov, 2004
- Neon levis (Simon, 1871)
- Neon minutus Żabka, 1985
- Neon muticus (Simon, 1871)
- Neon nelli Peckham & Peckham, 1888
- Neon nigriceps Bryant, 1940
- Neon ningyo Ikeda, 1995
- Neon nojimai Ikeda, 1995
- Neon pictus Kulczyński, 1891
- Neon pixii Gertsch & Ivie, 1955
- Neon plutonus Gertsch & Ivie, 1955
- Neon punctulatus Karsch, 1880
- Neon rayi (Simon, 1875)
- Neon reticulatus (Blackwall, 1853)
- Neon robustus Lohmander, 1945
- Neon sumatranus Logunov, 1998
- Neon valentulus Falconer, 1912
- Neon wangi Peng & Li, 2006
- Neon zonatus Bao & Peng, 2002